# Listes de naines blanches
Voici une liste de naines blanches, qui classe les naines blanches en fonction de leur date de découverte, de leur type et de leur distance.

## Liste

### Premières découvertes
| caractéristique                                                | étoile      | date | données                        | commentaires                                                                        | notes | références |
| -------------------------------------------------------------- | ----------- | ---- | ------------------------------ | ----------------------------------------------------------------------------------- | ----- | ---------- |
| Première découverte                                            | Sirius B    | 1852 |                                | Sirius B est également la naine blanche la plus proche (en date de 2005)            |       | ,          |
| Première découverte dans un système binaire                    | Sirius B    | 1852 | Système de Sirius              |                                                                                     |       | ,          |
| Premier système binaire constitué de naines blanches           | LDS 275     | 1944 | Système L 462-56               |                                                                                     |       | [ 3 ]      |
| Première seule                                                 |             |      |                                |                                                                                     |       |            |
| Première découverte dans un système planétaire                 |             |      |                                |                                                                                     |       |            |
| Première naine blanche avec une planète                        | WD B1620-26 | 2003 | avec la planète PSR B1620-26 b |                                                                                     |       | ,          |
| Première naine blanche avec une planète orbitant autour d'elle |             |      |                                | En date de 2013, aucune planète n'orbitant qu'une naine blanche n'a été découverte. |       | [ 6 ]      |

### Extrêmes
| caractéristique                                                     | étoile                    | date      | données                | commentaires                                                                           | notes | références |
| ------------------------------------------------------------------- | ------------------------- | --------- | ---------------------- | -------------------------------------------------------------------------------------- | ----- | ---------- |
| La plus proche                                                      | Sirius B                  | 1852      | ∼ 8,6 a.l. (∼ 2,64 pc) | Sirius B est également la naine blanche la plus proche détectée.                       |       | ,          |
| La plus lointaine                                                   | SN UDS10Wil (progéniteur) | 2013      | z = 1,914              | SN Wilson (en) est une supernova de type Ia dont le progéniteur est une naine blanche. |       | ,          |
| La plus vieille                                                     |                           |           |                        |                                                                                        |       |            |
| La plus jeune                                                       |                           |           |                        |                                                                                        |       |            |
| Avec la plus haute température de surface                           | KPD 0005+5106 H1504+65    | 2008 2011 | 200 000 kelvins (K)    | Deux naines blanches sont à égalité avec une température de surface de 200 000 K.      |       | ,          |
| La plus faible température de surface                               | PSR J2222-0137 B          | 2018      | 2.700°C                |                                                                                        |       | ,          |
| La plus lumineuse                                                   |                           |           |                        |                                                                                        |       |            |
| La moins lumineuse                                                  |                           |           |                        |                                                                                        |       |            |
| La plus massive                                                     |                           |           |                        |                                                                                        |       |            |
| La moins massive                                                    |                           |           |                        |                                                                                        |       |            |
| La plus volumineuse                                                 |                           |           |                        |                                                                                        |       |            |
| La plus petite                                                      |                           |           |                        |                                                                                        |       |            |
| La plus vieille et la plus froide dotée d'un disque circumstellaire | LSPM J0207+3331           | 2018      | 3 × 109 a 6 120 K      |                                                                                        |       | ,          |

### Les plus proches
| étoile               | distance                 | commentaires                                                 | notes | références |
| -------------------- | ------------------------ | ------------------------------------------------------------ | ----- | ---------- |
| Sirius B             | ∼ 8,58 a.l. (∼ 2,63 pc)  | Sirius B est également la première naine blanche découverte. |       | ,          |
| Procyon B            | ∼ 11,43 a.l. (∼ 3,5 pc)  | Fait partie du système de Procyon.                           |       | ,          |
| étoile de van Maanen | ∼ 14,04 a.l. (∼ 4,3 pc)  |                                                              |       | ,          |
| GJ 440               | ∼ 15,09 a.l. (∼ 4,63 pc) |                                                              |       | [ 17 ]     |
| 40 Eridani B         | ∼ 16,25 a.l. (∼ 4,98 pc) | Fait partie du système de 40 Eridani.                        |       | ,          |
| Stein 2051 B         | ∼ 18,06 a.l. (∼ 5,54 pc) | Fait partie du système de Stein 2051.                        |       | ,          |
| LP 44-113            | ∼ 20,0 a.l. (∼ 6,13 pc)  |                                                              |       | [ 18 ]     |
| G 99-44              | ∼ 20,9 a.l. (∼ 6,41 pc)  |                                                              |       | [ 18 ]     |
| L 97-12              | ∼ 25,8 a.l. (∼ 7,91 pc)  |                                                              |       | [ 18 ]     |
| Wolf 489             | ∼ 26,7 a.l. (∼ 8,19 pc)  |                                                              |       | [ 18 ]     |